# Show, don't tell
Het voorschrift Show, don't tell (Toon, in plaats van te vertellen) is een uitdrukking uit de narratologie, en met name het scenarioschrijven, die benadrukt dat de schrijver er goed aan doet om waar mogelijk vertelde informatie te vervangen door actie en dialoog.
De bedoeling van deze techniek is om de lezer in staat te stellen het verhaal door middel van acties, woorden, gedachten en gevoelens te ervaren in plaats van via een kant en klare expositie door de auteur. Door 'te tonen' in plaats van te beschrijven zou de lezer zich nauwer bij het verhaal betrokken voelen. Deze techniek, waarbij ook non-verbale communicatie hoort (mimiek, gebaren), zou er ook voor zorgen dat de scène visueler en dynamischer overkomt.
Ernest Hemingway was een bekend voorstander van de show, don't tell -stijl. Zijn beroemde "IJsbergtheorie", ook wel bekend als de "theorie van het weglaten", is afkomstig uit zijn verhandeling over stierenvechten, "Death in the Afternoon":
"Als een schrijver van proza goed weet waar hij over schrijft, kan hij dingen weglaten, en de lezer zal dan, als de schrijver waarachtig genoeg schrijft, die dingen even goed kunnen aanvoelen als wanneer de schrijver het allemaal had uitgelegd. Een ijsberg beweegt zo waardig omdat maar een achtste deel ervan boven water uitsteekt."

## Voorbeeld
Om personages in een verhaal tot leven te laten komen, zo luidt het devies voor de moderne fictieschrijver, moet de schrijver dus hun karakter onthullen door middel van hun woorden, hun gedachten, hun acties, en ook door hun interacties met andere personages. Zo kan de auteur bijvoorbeeld schrijven:
"Sander is boos".
De schrijver maakt er zich zo gemakkelijk van af, maar het is kleurloos en weinig beeldend. Beter is het om Sander in woord en daad te tonen als een boosaardig man. Door hem bijvoorbeeld te laten praten met zijn vriendin, hem iemand te laten beledigen of hem voortdurend te laten schreeuwen. Of je laat zien wat hij doet: zijn vuist ballen, het maken van een grof gebaar, een deur dichtslaan, of dreigen met een wapen: Show, don't tell.

## Overdrachtelijke zin
In overdrachtelijke zin kan men deze uitdrukking ook gebruiken om iemand erop te wijzen dat hij wel veel kan beweren, maar dat hij er beter aan zou doen om bewijzen te leveren. Een voorbeeld hiervan is het refrein van Show Don't Tell van de rockgroep Rush: "I've heard it all before/Show me, don't tell me/I don't care what you say/Show me, don't tell me."